# Musk Ming
Musk Ming (* 1979 in Tianjin) ist ein chinesischer Künstler und Musiker.

## Leben
Musk Ming wurde in China geboren und lebt und arbeitet seit 2005 in Berlin. Er kombiniert alte Traditionen der chinesischen Malerei mit modernen neuen Techniken. Seine Kunst visualisiert die „alte Seele Chinas“, und durch den ungewöhnlichen Lebenshintergrund und Studium hat er die Vielfalt verschiedenster Kulturen der Welt für sich entdeckt. Die Kunst reflektiert internationale und interkulturelle Aspekte.
Sein Name setzt sich zusammen aus dem englischen Wort „Musk“ (“She Xiang” auf Chinesisch) für Moschus, der ein luxuriöser Duftstoff ist und auch Verwendung in der chinesischen Medizin findet. Seine Großmutter hat ihn „Ming“ genannt, weil dieser Name in China für Helligkeit und Klarheit verwendet wird.
Musk Mings Arbeit Go West wurde von der Jury für die Ausstellung Olympic Fine Arts 2008 in Peking  ausgewählt. Kurz vor der Eröffnung wurde sein Werk wegen zu großer Freizügigkeit vom Kulturministerium ausjuriert.
Seit 2013 produziert er auch Musik bei dem Berliner Independent-Musiklabel LightGeist records. Zwei seiner Musikvideos wurden offiziell für die Berlin Music Video Awards 2015 und 2016 ausgewählt.